# Miss Venezuela 1987
Miss Venezuela 1987 fue la trigésima cuarta (34º) edición del certamen Miss Venezuela. Se llevó a cabo en Caracas el viernes 6 de febrero de 1987 después de varias semanas de eventos, tres meses antes de la fecha tradicional, ya que el certamen de Miss Universo de ese año fue adelantado de fecha (se realizó el 27 de mayo de 1987). La ganadora del concurso fue Inés María Calero de Nueva Esparta.
El concurso fue transmitido en vivo por Venevisión desde el Teatro Municipal de Caracas, Venezuela; al término de la última noche de la competencia, la reina saliente Bárbara Palacios, Miss Venezuela y Miss Universo 1986, coronó a Inés María Calero, de Nueva Esparta, como la nueva Miss Venezuela.

## Historia
La edición del Miss Venezuela correspondiente a 1987 fue adelantada de fecha, pasando de celebrarse en el mes de mayo al mes de febrero; debido a que la entonces Corporación Miss Universo decidió adelantar la ceremonia para el 27 de mayo y, en consecuencia, los organizadores del certamen de Venezuela se vieron obligados a preparar en tiempo récord a las candidatas.
La transmisión de la ceremonia estuvo a cargo de Venevisión y las respectivas señales internacionales, repetidoras de la transmisión.
El certamen tuvo como entretenimiento a los artistas Celia Cruz, Ricardo Montaner, Karina y Flans.

## Resultados
| Resultado                         | Candidata                             |
| --------------------------------- | ------------------------------------- |
| Miss Venezuela 1987               | - Nueva Esparta - Inés María Calero   |
| Miss World Venezuela 1987         | - Portuguesa - Albani Lozada          |
| Miss Venezuela Internacional 1987 | - Municipio Libertador - Vicky García |
| 1.ª finalista                     | - Bolívar - Isabella Rueda            |
| 2 ª finalista                     | - Monagas - Viviana Gibelli           |
| 3.ª finalista                     | - Distrito Federal - Cora Ruiz        |
| 4.ª finalista                     | - Anzoátegui - Maria Elena Useche     |
| 5.ª finalista                     | - Barinas - Bonny Rey                 |

### Premios especiales
- Miss Fotogénica (voto de los reporteros gráficos) - Inés María Calero (Miss Nueva Esparta)
- Miss Simpatía - Panny Levay (Miss Carabobo)
- Miss Elegancia - Claudia Fazzini (Miss Falcón)

## Candidatas
| Entidad Federal        | Concursante                          | Altura (m) |
| ---------------------- | ------------------------------------ | ---------- |
| Anzoátegui             | Maria Elena Useche Zambrano          | 1.73       |
| Apure                  | Zaida Mujica Ramírez                 | 1.74       |
| Aragua                 | Liliana Velo                         | 1.74       |
| Barinas                | Maribel "Bonny" Rey                  | 1.73       |
| Bolívar                | Isabella Fátima Rueda Acosta         | 1.74       |
| Carabobo               | Panny Mercedes Levay Jeney           | 1.74       |
| Cojedes                | Yelitza Noris Ayala Ron              | 1.70       |
| Dependencias Federales | Lourdes Yánez León                   | 1.72       |
| Distrito Federal       | Corabel del Valle «Cora» Ruiz Lares  | 1.72       |
| Falcón                 | Claudia Fazzini Adrianza             | 1.74       |
| Guárico                | María Carolina González              | 1.72       |
| Lara                   | Mónica Lissete Figueredo             | 1.74       |
| Mérida                 | Ingrid Adriana Villasana De Jesús    | 1.74       |
| Miranda                | Ludmila Padrino Rojas                | 1.72       |
| Monagas                | Viviana Águeda Gibelli Gómez         | 1.70       |
| Municipio Libertador   | Begoña Victoria «Vicky» García Varas | 1.77       |
| Municipio Vargas       | Allison Alí Osuna                    | 1.75       |
| Nueva Esparta          | Inés María Calero Rodríguez          | 1.79       |
| Portuguesa             | Albani Josefina Lozada Jiménez       | 1.70       |
| Sucre                  | Adriana Faillace Peraza              | 1.76       |
| Trujillo               | Anabelli Espina Perdomo              | 1.74       |
| Yaracuy                | Karem Frydland García                | 1.76       |
| Zulia                  | Claudia Ada Magno Fuenmayor          | 1.76       |

## Post concurso
- Inés María Calero represento a Venezuela en el al Miss Universo 1987, efectuado en el World Tralde Center de Singapur y clasificó como tercera finalista.
- Albany Lozada represento a venezuela en el Miss Mundo 1987, el 12 de noviembre de 1987 en el Royal Albert Hall, Londres, Reino Unido donde obtuvo el lugar de primera finalista.
- Vicky García represento a Venezuela en el Miss Internacional 1987, donde clasificó al top 15 y ganó el premio a traje nacional.
- Viviana Gibelli represento a Venezuela en el certamen Miss Wonderland 1987 celebrado en China y Japón, donde clasificó como Reina del continente americano.
- Bonny Rey clasificó como segunda finalista en el Miss Sudamérica 1988.